# Escherichia
Algunas de estas especies son patógenas. El género lleva este nombre en honorEscherichia es un género de bacteria perteneciente a la familia Enterobacteriaceae. Es una bacteria gram negativa, no formadora de esporas, anaerobia facultativa. En aquellas especies que forman parte de la flora intestinal de los animales de sangre caliente, Escherichia provee una porción de su producción de vitamina K para su huésped.  a Theodor Escherich, descubridor de E. coli